# Henk Severs
Henk Severs (Maastricht, 26 mei 1923 - aldaar, 2 maart 2008) was een Nederlands deejay, platenhandelaar, muziekproducent en talentscout. Net na de oorlog werd hij de eerste deejay van Nederland genoemd. Hij wordt gezien als de ontdekker van meerdere artiesten, onder wie Adamo, Rocco Granata en Jack Jersey, en voor de Nederlandse markt Lucille Starr. Voor zijn rol in de muziekwereld werd hij door platenmaatschappijen onderscheiden met zilveren en gouden platen.

## Biografie

### Jonge jaren
Severs was een zoon van Drentse ouders in Maastricht die in 1935 met reparatie en handel in muziekinstrumenten begonnen. Het jaar erop werd de zaak verplaatst naar de Spilstraat, waar ze ook 78 toeren-platen verkochten. Tijdens de oorlog hielp hij in de werkplaats en handelde hij in tweedehands platen. Na de bevrijding van Maastricht (september 1944) was hij goed op de op de hoogte van de nieuwste muziek en speelde hij vanuit de voormalige bunker van Sphinx platen die via de ether in Maastricht werden uitgezonden. In die tijd werd hij door de Limburgse media de eerste deejay van Nederland genoemd. Sinds circa 1950 namen hij en zijn vrouw Nellie de winkel (De Harp) over.

### Ontdekkervan artiesten
Henk Severs wordt gezien als de ontdekker van artiesten, nog voordat ze elders in Nederland bekend waren. Onder hen bevinden zich grote namen, zoals Lucille Starr, toen ze nog alleen in Canada bekend was, de Italiaans-Belgische Adamo en Rocco Granata, en Jack Jersey. Starr had in Nederland meer hits dan eigen land. Severs was geregeld betrokken bij talentenjachten in de regio. Hij werkte samen met de platenmaatschappij Phonogram, voor wie hij platen produceerde in een lokale opnamestudio. Later had hij zijn eigen opnameapparatuur, samen met een arrangeur en technicus, en nam hij muziek op voor de Typhoons, de Quinto's, John Wessel en John Blenco.
Hans Kellerman (Delahay-label) zou naar eigen zeggen achter de hit Marina van Rocco Granata hebben gestaan. Volgens artikelen in de Limburgse media zou Severs deze plaat ervoor al in Maastricht hebben gepromoot en Granata ook al op bezoek hebben gehad om handtekeningen uit te delen.
Jack de Nijs, later succesvol als songwriter en producer (onder meer van The Shorts) en als de zanger Jack Jersey, liet met zijn kwartet bij Severs twee platen opnemen. Hij was in die tijd de voorman van The Four Sweeters. Severs produceerde voor hun de singles Heavenly woman en Pretty rockin' shoes. De Nijs verhaalde later dat hij van Severs had geleerd hoe geld verdiend kon worden in de muziekwereld.

### Muziekpromotor
Severs had goede contacten met platenmaatschappijen als Bovema en de toen bekende artiest Eddy Christiani. Hij stond bekend om een goed voorgevoel voor hits. Als hij een lokale campagne van plan was, kocht hij in het groot in; geregeld tot vijfhonderd of duizend stuks, meer dan een tienvoud van de bestellingen van andere platenwinkels.
Via een contract met de bierbrouwerij Brand leverde hij singles voor jukeboxen in cafés en aan lokale deejay's, onder wie Felix Meurders en Hubert van Hoof. Daarnaast had hij nog contracten met vrije jukeboxhandelaren. Via deze kanalen verkocht hij platen die hij op dat moment in de markt zette, zodat de cafébezoekers er later voor naar zijn winkel kwamen.
Tijdens lokale campagnes nodigde hij artiesten uit voor handtekeningensessies, die hij weken van tevoren aankondigde. Een bezoek van The Blue Diamonds trok begin 1961 rond de duizend fans aan, en ook op het bezoek van Adamo kwam een mensenmassa af. Voor zijn hoge verkopen ontving hij van platenmaatschappijen verschillende zilveren en gouden platen.

### Veranderende markt
Eind jaren zestig begon de invloed van Severs op de platenmarkt af te nemen. Lokale deejays ontdekten dat ze internationale platen vaak net zo snel uit Amsterdam, Antwerpen of Engeland konden halen, en hadden daar De Harp niet meer voor nodig. Begin jaren zeventig was er nog een rel omdat Toon Hermans niet met platenzaken maar met het warenhuis V&D in zee ging. Daarnaast kwam Radio Veronica in 1967 met een Tipparade, waardoor lokale platenzaken steeds minder invloed hadden op de ontwikkeling van nieuwe hits. Severs, gericht op hitsingles, bevond zich in een markt die steeds meer verschoof naar elpees – waar vanwege de losgelaten wettelijk vastgelegde verkoopprijs de winstmarge van daalde – en illegale kopieën op muziekcassettes. Door de terugloop in omzet, sloot hij De Harp op 22 juli 1976, om vervolgens te rentenieren. Twee maanden voor de sluiting ontving hij nog een gouden plaat voor zijn promotie van If you go van Barry & Eileen die een jaar eerder op nummer 1 van de Top 40 was beland.